# Municipio de Veblen
El municipio de Veblen (en inglés, Veblen Township) es un municipio del condado de Marshall, Dakota del Sur, Estados Unidos. Tiene una población estimada, a mediados de 2023, de 210 habitantes.
Abarca una zona exclusivamente rural.

## Geografía
Está ubicado en las coordenadas 45°52′23″N 97°16′55″O / 45.87306, -97.28194 (45.873042, -97.281862). Según la Oficina del Censo, tiene una superficie total de 124.01 km², de los cuales 123,61 km² corresponden a tierra firme y 0.40 km² están cubiertos de agua.

## Demografía
Según el censo de 2020, en ese momento había 179 personas residiendo en la zona. La densidad de población era de 1.45 hab./km². El 46.9 % de los habitantes eran blancos, el 34.6 % eran amerindios, el 4.5 % eran de otras razas y el 14.0 % eran de una mezcla de razas. Del total de la población, el 18.99 % eran hispanos o latinos de cualquier raza.